# Агуэро, Марио
Марио Фелипе Агуэро Медрано (исп. Mario Felipe Agüero Medrano; 1 мая 1924, Камагуэй — 22 июня 2001, Уинчестер, Виргиния) — кубинский баскетболист. Участник летних Олимпийских игр 1948 года, серебряный призёр Центральноамериканских и Карибских игр 1946 года.

## Биография
Марио Агуэро родился 1 мая 1924 года в кубинском городе Камагуэй.
В 1946 году в составе сборной Кубы по баскетболу завоевал серебряную медаль Центральноамериканских и Карибских игр в Барранкилье.
В 1948 году вошёл в состав сборной Кубы по баскетболу на летних Олимпийских играх в Лондоне, занявшей 13-е место. Провёл 6 матчей, набрал 29 очков (9 в матче со сборной Мексики, 8 — с Перу, 6 — с Ираном, 5 — с Францией, 1 — с Аргентиной).
Умер 22 июня 2001 года в американском городе Уинчестер в штате Виргиния.